# Huragan Earl (2010)
Huragan Earl – cyklon tropikalny, który nawiedził w dniach 25 sierpnia – 5 września wschodnie wybrzeże Ameryki Północnej. W wyniku działalności żywiołu zginęło 6 osób, wiele zostało bez dachu nad głową.

## Rozwój
Komórka huraganu Earl rozwinęła się nad zachodnim wybrzeżem Afryki. Następująco potem kierował się wzdłuż zwrotnika Raka nad wschodnie Karaiby. Ostatecznie Earl uderzył w Bahamy oraz Portoryko z największą siłą, osiągając wówczas nawet 5 kategorię. Po osłabnięciu komórka skierowała się na północ globu uderzając w zachód Stanów Zjednoczonych i Kanady. Komórka burzowa rozproszyła się za kołem biegunowym północnym. Jako jeden z nielicznych huraganów, które z reguły tworzą się na obszarach tropikalnych Earl zagrażał wybrzeżom Nowej Anglii, gdzie ogłoszony został alarm. Oprócz Nowej Anglii podobne ostrzeżenia wprowadzono na terenach wschodnich Kanady, USA, Antigui i Barbuda oraz na większości wysp Karaibskich.

## Szkody
Szkody poczynione przez huragan oszacowano łącznie na ponad 43 milionów dolarów. W obszarze, na
którym Earl osiągnął 5 kategorię zginęło 6 osób. Do tej pory nie oszacowano łącznie liczby rannych oraz osób bez dachu nad głową. Na Wyspach Nawietrznych zginęła jedna osoba, cztery osoby to bilans działalności cyklonu w Stanach Zjednoczonych. W Kanadzie zginęła również jedna osoba, mnóstwo osób straciło dobytek życia w wyniku nagłych powodzi, w tym także energię.

## Ofiary huraganu
| Kraj              | Ofiary śmiertelne |
| ----------------- | ----------------- |
| Stany Zjednoczone | 6                 |
| Antigua i Barbuda | 1                 |
| Kanada            | 1                 |
| Razem             | 8                 |